# سعود سعيد
سعود سعيد (مواليد 28 يونيو 1990) لاعب كرة قدم إماراتي يجيد اللعب في الظهير الأيسر في نادي عجمان .
لعب سابقاً مع أندية العروبة والوصل و النصر و عجمان .

## روابط خارجية
- سعود سعيد على موقع Soccerway.com (الإنجليزية)
- سعود سعيد على موقع أوليمبيديا (الإنجليزية)